# 小児専門病院
小児専門病院（しょうにせんもんびょういん、英語: Children's Hospital、または、こども病院〈こどもびょういん〉）は、新生児から概ね中学校卒業程度までの小児を対象に診療を行う病院である。また、施設によっては胎児や妊産婦も診療の対象とする場合がある。

## 概要
未熟児や小児がんなどで特別なケアが必要な場合や、小児に特化した高度な医療技術が必要な場合に、他の医療機関からの紹介・転院によって受診する場合が多いが、それほどの緊急性を要しなくなった後であっても経過観察を目的に長期間にわたって受診することがある。
未熟児の診療を行う機会が多いことから、循環器科や形成外科などを強みとする施設が多い。最近では小児の3次救急医療の整備が社会的要請となり、一部で救急診療部門や小児集中治療室の整備が始まっている。
通常、患者が一定の年齢に達した後も加療が必要な場合は他の医療機関に紹介を行う。

## 日本の小児専門病院の一覧
以下に示す小児専門病院以外にも、多くの総合病院に小児科など小児を対象とする診療科がある。
なお、以下の病院は病院併設型小児専門病院を含む。

### 北海道
- 北海道立子ども総合医療・療育センター（札幌市手稲区）

### 宮城県
- 宮城県立こども病院（仙台市青葉区）

### 茨城県
- 茨城県立こども病院（水戸市）

### 栃木県
- 自治医科大学とちぎ子ども医療センター（下野市）
- 獨協医科大学とちぎ子ども医療センター（下都賀郡壬生町）

### 群馬県
- 群馬県立小児医療センター（渋川市）

### 埼玉県
- 埼玉県立小児医療センター（さいたま市中央区）

### 千葉県
- 千葉県こども病院（千葉市緑区）

### 東京都
- 国立成育医療研究センター（世田谷区）
- 東京都立小児総合医療センター（府中市）
- 太陽こども病院（昭島市）

### 神奈川県
- 神奈川県立こども医療センター（横浜市南区）

### 長野県
- 長野県立こども病院（安曇野市）

### 岐阜県
- 岐阜県総合医療センター小児医療センター（岐阜市）

### 静岡県
- 静岡県立こども病院（静岡市葵区）

### 愛知県
- あいち小児保健医療総合センター（大府市）
- 愛知県医療療育総合センター中央病院（春日井市）
- 日本赤十字社愛知医療センター名古屋第一病院小児医療センター（名古屋市中村区）

### 三重県
- 国立病院機構三重病院（津市）

### 滋賀県
- 滋賀県立小児保健医療センター（守山市）

### 京都府
- 京都府立医科大学附属小児疾患研究施設（京都府こども病院）（京都市上京区）

### 大阪府
- 大阪府立母子保健総合医療センター（和泉市）：2017年4月1日に『地方独立行政法人大阪府立病院機構 大阪母子医療センター』に改称。
- 大阪市立総合医療センター（大阪市都島区）
- 大阪旭こども病院（大阪市旭区）

### 兵庫県
- 兵庫県立こども病院（神戸市中央区）

### 岡山県
- 国立病院機構岡山医療センター（岡山市北区）

### 広島県
- 県立広島病院成育医療センター（2009年3月に『母子総合医療センター』から改称）（広島市南区）

### 香川県
- 国立病院機構香川小児病院：2013年5月より『四国こどもとおとなの医療センター』に改称。（善通寺市）

### 福岡県
- 福岡市立こども病院（福岡市東区）
- 聖マリア病院母子総合医療センター（久留米市）

### 大分県
- 大分こども病院（大分市）

### 鹿児島県
- 鹿児島こども病院（日置市）

### 沖縄県
- 沖縄県立南部医療センター・こども医療センター（島尻郡南風原町）